# Bernd Martin (piłkarz)
Bernd Martin (ur. 10 lutego 1955 w Stuttgarcie, zm. 1 grudnia 2018) – niemiecki piłkarz, występujący na pozycji obrońcy.
W 1979 rozegrał swój jedyny mecz w pierwszej reprezentacji RFN. Z Bayernem Monachium w 1984 zdobył mistrzostwo RFN, a w 1985 Puchar Niemiec.